# Schistura cincticauda
Schistura cincticauda és una espècie de peix de la família dels balitòrids i de l'ordre dels cipriniformes.

## Morfologia
Els mascles poden assolir els 5 cm de longitud total.

## Distribució geogràfica
Es troba al riu Mae Nam Moei (un afluent del riu Salween a Tailàndia i Myanmar).

## Amenaces
Les seues principals amenaces són els canvis antropogènics del seu hàbitat (com ara, la construcció de preses, la desforestació i les pràctiques agrícoles gens sostenibles).